# Collegio elettorale di Merano (Camera dei deputati)
Il collegio di Merano fu un collegio elettorale uninominale della Repubblica Italiana per l'elezione della Camera dei deputati. Apparteneva alla circoscrizione Trentino-Alto Adige e fu utilizzato per eleggere un deputato nella XII, XIII e XIV legislatura.
Venne istituito nel 1993 con la cosiddetta Legge Mattarella (Legge n. 277, Nuove norme per l'elezione della Camera dei deputati), attuata in seguito al referendum abrogativo del 1993. La legge istituì per la Camera dei deputati e per il Senato della Repubblica un sistema di elezione misto, in parte maggioritario e in parte proporzionale. Il 75% dei parlamentari dell'assemblea veniva eletto in collegi uninominali tramite sistema maggioritario a turno unico; il restante 25% alla Camera veniva eletto tramite sistema proporzionale con liste bloccate.
Il collegio venne abolito insieme a tutti gli altri che costituivano la Camera con la promulgazione della legge elettorale successiva, la cosiddetta Legge Calderoli. Questa prevedeva un sistema proporzionale con premio di maggioranza, che alla Camera veniva attribuito a livello nazionale.
Con la legge elettorale del 2015 il collegio rientrò in vigore con la nuova denominazione di collegio uninominale Trentino-Alto Adige/Südtirol - 03. La legge elettorale non venne però mai utilizzata in alcuna consultazione venendo sostituita dalla legge Rosato nel 2017.

## Territorio
Il collegio di Merano sulla strada del vino era uno degli 8 collegi uninominali in cui era suddiviso il Trentino-Alto Adige e, come previsto dal D.Lgs. del 20 dicembre 1993 n. 536, era interamente compreso nella provincia autonoma di Bolzano e comprendeva i seguenti comuni: Avelengo, Caines, Castelbello-Ciardes, Cermes, Curon Venosta, Gargazzone, Glorenza, Laces, Lagundo, Lana, Lasa, Lauregno, Malles Venosta, Marlengo, Martello, Merano, Moso in Passiria, Nalles, Naturno, Parcines, Plaus, Postal, Prato allo Stelvio, Proves, Rifiano, San Leonardo in Passiria, San Martino in Passiria, San Pancrazio, Scena, Senales, Senale-San Felice, Silandro, Sluderno, Stelvio, Tesimo, Tirolo, Tubre, Ultimo e Verano.

## Eletti
| Elezione | Elezione | Deputato    | Partito                |
| -------- | -------- | ----------- | ---------------------- |
|          | 1994     | Karl Zeller | Südtiroler Volkspartei |
| 1996     |          | Karl Zeller | Südtiroler Volkspartei |
| 2001     |          | Karl Zeller | Südtiroler Volkspartei |

## Dati elettorali

### XII legislatura

#### Risultati proporzionale
| Coalizioni        | Coalizioni                        | Liste                              | Liste                             | Voti   | %     |
| ----------------- | --------------------------------- | ---------------------------------- | --------------------------------- | ------ | ----- |
|                   | Südtiroler Volkspartei            | Südtiroler Volkspartei             | Südtiroler Volkspartei            | 55.492 | 70,67 |
|                   | Polo delle Libertà                |                                    | Forza Italia                      | 5.426  | 6,91  |
|                   | Polo delle Libertà                | Lega Nord                          | 1.908                             | 2,43   |       |
| Totale Coalizione | Totale Coalizione                 | 7.334                              | 9,34                              |        |       |
|                   | Progressisti                      |                                    | Federazione dei Verdi             | 3.669  | 4,67  |
|                   | Progressisti                      | Partito Democratico della Sinistra | 1.770                             | 2,25   |       |
|                   | Progressisti                      | Rifondazione Comunista             | 568                               | 0,72   |       |
|                   | Progressisti                      | La Rete - Movimento Democratico    | 303                               | 0,39   |       |
|                   | Progressisti                      | Partito Socialista Italiano        | 235                               | 0,30   |       |
| Totale coalizione | Totale coalizione                 | 6.545                              | 8,33                              |        |       |
|                   | Alleanza Nazionale                | Alleanza Nazionale                 | Alleanza Nazionale                | 4.900  | 6,24  |
|                   | Autonomia Democratica Altoatesina | Autonomia Democratica Altoatesina  | Autonomia Democratica Altoatesina | 2.309  | 2,60  |
|                   | Patto per l'Italia                |                                    | Partito Popolare Italiano         | 1.295  | 1,65  |
|                   | Partito della Legge Naturale      | Partito della Legge Naturale       | Partito della Legge Naturale      | 922    | 1,17  |
| Totale            | Totale                            | Totale                             | Totale                            | 78.527 |       |

#### Risultati uninominale
|                               | Karl Zeller ✔️ Eletto    | Südtiroler Volkspartei       | 55 340 | 72,14 |  |  |  |  |  |
|                               | Alessandro Mauro Maestri | Polo delle Libertà (FI - LN) | 7 693  | 10,03 |  |  |  |  |  |
|                               | Franco Bernard           | Autonomia Democratica        | 6 310  | 8,23  |  |  |  |  |  |
|                               | Luigi Montali            | Alleanza Nazionale           | 5 598  | 7,30  |  |  |  |  |  |
|                               | Emanuela Nart Tappeiner  | Partito della Legge Naturale | 1 775  | 2,31  |  |  |  |  |  |
| Totale                        | Totale                   | Totale                       | 76 716 | 100   |  |  |  |  |  |
|                               |                          |                              |        |       |  |  |  |  |  |
| Fonte: Ministero dell'interno |                          |                              |        |       |  |  |  |  |  |

### XIII legislatura

#### Risultati proporzionale
| Coalizioni        | Coalizioni                   | Liste                              | Liste                                     | Voti   | %     |
| ----------------- | ---------------------------- | ---------------------------------- | ----------------------------------------- | ------ | ----- |
|                   | L'Ulivo                      |                                    | Popolari per Prodi (PPI-SVP-PRI-UD-Prodi) | 19.795 | 31,20 |
|                   | L'Ulivo                      | Rinnovamento Italiano              | 5.392                                     | 8,50   |       |
|                   | L'Ulivo                      | Federazione dei Verdi              | 3.464                                     | 5,46   |       |
|                   | L'Ulivo                      | Partito Democratico della Sinistra | 2.255                                     | 3,55   |       |
| Totale coalizione | Totale coalizione            | 30.906                             | 48,71                                     |        |       |
|                   | Union für Südtirol           | Union für Südtirol                 | Union für Südtirol                        | 16.603 | 26,17 |
|                   | Polo per le Libertà          |                                    | Alleanza Nazionale                        | 5.357  | 8,44  |
|                   | Polo per le Libertà          | Forza Italia                       | 4.811                                     | 7,58   |       |
|                   | Polo per le Libertà          | CCD-CDU                            | 801                                       | 1,26   |       |
| Totale coalizione | Totale coalizione            | 10.969                             | 17,28                                     |        |       |
|                   | Lega Nord                    | Lega Nord                          | Lega Nord                                 | 2.345  | 3,70  |
|                   | Partito della Legge Naturale | Partito della Legge Naturale       | Partito della Legge Naturale              | 1.712  | 2,70  |
|                   | Progressisti                 |                                    | Rifondazione Comunista                    | 910    | 1,43  |
| Totale            | Totale                       | Totale                             | Totale                                    | 63.445 |       |

#### Risultati uninominale
|                               | Karl Zeller ✔️ Eletto   | Südtiroler Volkspartei       | 50 473 | 65,93 |  |  |  |  |  |
|                               | Paolo Deflorian         | Polo per le Libertà          | 10 080 | 13,17 |  |  |  |  |  |
|                               | Marco Dalbosco          | L'Ulivo                      | 7 529  | 9,83  |  |  |  |  |  |
|                               | Andreas Pöder           | Union für Südtirol           | 7 190  | 9,39  |  |  |  |  |  |
|                               | Emanuela Nart Tappeiner | Partito della Legge Naturale | 1 283  | 1,68  |  |  |  |  |  |
| Totale                        | Totale                  | Totale                       | 76 555 | 100   |  |  |  |  |  |
|                               |                         |                              |        |       |  |  |  |  |  |
| Fonte: Ministero dell'interno |                         |                              |        |       |  |  |  |  |  |

### XIV legislatura

#### Risultati proporzionale
| Coalizioni        | Coalizioni              | Liste                                 | Liste                   | Voti   | %     |
| ----------------- | ----------------------- | ------------------------------------- | ----------------------- | ------ | ----- |
|                   | Südtiroler Volkspartei  | Südtiroler Volkspartei                | Südtiroler Volkspartei  | 52.688 | 69,58 |
|                   | L'Ulivo                 |                                       | Il Girasole (FdV - SDI) | 4.847  | 6,40  |
|                   | L'Ulivo                 | La Margherita (Dem - PPI - RI- UDEUR) | 3.912                   | 5,17   |       |
|                   | L'Ulivo                 | Democratici di Sinistra               | 1.351                   | 1,78   |       |
|                   | L'Ulivo                 | Comunisti Italiani                    | 156                     | 0,21   |       |
| Totale coalizione | Totale coalizione       | 10.266                                | 13,56                   |        |       |
|                   | Casa delle Libertà      |                                       | Forza Italia            | 4.837  | 6,39  |
|                   | Casa delle Libertà      | Alleanza Nazionale                    | 4.636                   | 5,17   |       |
|                   | Casa delle Libertà      | Lega Nord                             | 430                     | 0,57   |       |
|                   | Casa delle Libertà      | CCD-CDU                               | 193                     | 0,25   |       |
| Totale coalizione | Totale coalizione       | 10.096                                | 12,38                   |        |       |
|                   | Lista Di Pietro         | Lista Di Pietro                       | Lista Di Pietro         | 1.251  | 1,65  |
|                   | Rifondazione Comunista  | Rifondazione Comunista                | Rifondazione Comunista  | 688    | 0,91  |
|                   | Lista Pannella - Bonino | Lista Pannella - Bonino               | Lista Pannella - Bonino | 595    | 0,79  |
|                   | Democrazia Europea      | Democrazia Europea                    | Democrazia Europea      | 117    | 0,15  |
|                   | Abolizione scorporo     | Abolizione scorporo                   | Abolizione scorporo     | 21     | 0,03  |
| Totale            | Totale                  | Totale                                | Totale                  | 75.722 |       |

#### Risultati uninominale
|                               | Karl Zeller ✔️ Eletto | Südtiroler Volkspartei | 55 784 | 73,28 |  |  |  |  |  |
|                               | Mauro Minniti         | Casa delle Libertà     | 9 987  | 13,12 |  |  |  |  |  |
|                               | Vanda Carbone         | L'Ulivo                | 8 790  | 11,55 |  |  |  |  |  |
|                               | Michele Ferretti      | Lista Di Pietro        | 1 561  | 2,05  |  |  |  |  |  |
| Totale                        | Totale                | Totale                 | 76 122 | 100   |  |  |  |  |  |
|                               |                       |                        |        |       |  |  |  |  |  |
| Fonte: Ministero dell'interno |                       |                        |        |       |  |  |  |  |  |